# Marco Diener
Marie Eugène Diener, detto Marco (Colmar, 29 maggio 1913 – Le Passage, 18 giugno 1965), è stato un nuotatore e pallanuotista francese.
Ha rappresentato la Francia alle Olimpiadi estive di Londra 1948 nel torneo di pallanuoto.